# 波号第百二潜水艦
波号第百二潜水艦（はごうだいひゃくにせんすいかん）は、日本海軍の潜水艦。波百一型潜水艦の2番艦。太平洋戦争を生き延び、戦後海没処分された。

## 艦歴
マル戦計画の輸送潜水艦小型、第4601号艦型の2番艦、仮称艦名第4602号艦として計画。1944年6月8日、川崎重工業泉州工場で仮称艦名第4601号艦と同時に起工。20日、波号第百二潜水艦と命名されて波百一型潜水艦の2番艦に定められ、本籍を呉鎮守府と仮定。8月22日、波号第101潜水艦と同時に進水。進水後の艤装は川崎重工業本社艦船工場で行う。9月1日、艤装員事務所を神戸市川崎造船所内に設置し事務を開始。
12月6日竣工し、本籍を呉鎮守府に定められ、第六艦隊第十一潜水戦隊に編入。同日、伊予灘へ向け神戸発。8日から20日まで、伊予灘で訓練に従事。20日呉に帰投して整備を行う。28日から伊予灘で訓練を再開したが転輪羅針儀の故障が発生したため、31日呉に帰投。
修理を終えて1945年1月1日、訓練のため伊予灘へ向け呉発。1月7日、別府湾に帰投。9日から19日まで伊予灘で訓練に従事。19日呉に帰投し整備を行う。
2月1日、訓練のため伊予灘へ向け呉発。7日から9日まで別府湾に在泊し、9日伊予灘へ向かう。10日、第六艦隊第七潜水戦隊に編入され、横須賀へ回航。軍隊区分先遣部隊第七潜水部隊に配置され、偵察と哨戒に従事。
3月20日、第七潜水戦隊が解隊され、第六艦隊隷下に新編された第十六潜水隊に編入。
4月5日、大鳥島に対する作戦輸送のため横須賀発。23日、横須賀に帰投。
5月8日、横須賀海軍工廠第一船渠に入渠し、25日まで水中聴音機や重油漏洩防止装置の設置など残工事と訓令諸工事を行う。26日、確認運転と試験潜航を行うため横須賀を出港し東京湾で行動。同日横須賀に帰投。27日、急速潜航訓練のため伊東沖へ向け横須賀発。31日、横須賀に帰投。
6月、本艦をガソリン輸送潜水艦とすることが決定される。
終戦時は横須賀に所在。9月15日除籍。本艦は1945年10月に清水沖でアメリカ海軍により海没処分されたとするのが定説だが、同年12月8日に横須賀でアメリカ軍により撮影された写真が複数存在するため、最期の状況は不明瞭である。

## 潜水艦長
艤装員長
1. 松元榮任 大尉：1944年8月31日 - 1944年12月6日

潜水艦長
1. 松元榮任 大尉：1944年12月6日 - 1945年9月15日[注釈 3]